# كارلوس ليتاو
كارلوس ليتاو هو اقتصادي وسياسي كندي، ولد في 3 مارس 1956 في بينيتشي في البرتغال. نشط حزبياً في حزب كيبيك الليبرالي. وقد انتخب وزير المالية ‏ (23 أبريل 2014 – 18 أكتوبر 2018) وانتخب عضو الجمعية الوطنية في كيبك ‏ عن دائرة Robert-Baldwin ‏ خلال فترته النيابية ‏ (7 أبريل 2014 – ).